# Cephaloziella fragillima
Cephaloziella fragillima là một loài rêu tản trong họ Cephaloziellaceae. Loài này được (Spruce) Fulford miêu tả khoa học lần đầu tiên năm 1976.